# らむ音
らむ音（らむね）は、フリーの落語家。女性。本名の名前は「綾音（あやね）」。出囃子は『毬と殿様』。

## 来歴
神奈川県横浜市生まれ。日系ブラジル人の両親の元に生まれる。自身は日系ブラジル人三世にあたり、5歳までは日本語を話すことが出来なかった。このような経験からか「今でも日本語には苦手意識がある」と話すことがある。
2016年3月、武蔵野美術大学卒業。女優を志望し劇団に入団する。
2017年、らぶ平の落語を聞いて、弟子入りを志願し、入門。師匠の「ら」と、本名の綾音から「音」をとり「らむ音」を名乗る。
2020年11月、漫画家やまだしゅらとInstagram上で落語を知れるほっこりマンガ「ゔぁーもすらく音ちゃん」の制作開始。
2021年1月、YouTubeにて立川志ら門、三遊亭楽八、立川志ら鈴らが参加する大喜利2アウトに参加開始。
2022年10月2日、銀座ブロッサムにて、立川談四楼、春風亭勢朝、立川只四楼立ち合いの下、二つ目昇進披露公演を行う。
2023年2月4日、 ザブ-1グランプリ（BSフジ）に出演、各団体に所属する落語家とテレビで初競演する。観客によるトーナメントで決勝に勝ち残り、準優勝となる。

## 人物・エピソード
- 3人姉妹の長女。[9]。

- 父親はサンパウロ総合大学（英語版）を卒業後、1989年に来日[10]。母は8人兄弟。20歳で日本に来て、24歳でらむ音を出産した。[11]。

## 芸歴
- 2017年 - らぶ平に入門。「らむ音」を名乗る。
- 2018年3月 - 初高座。
- 2022年10月 - 二つ目昇進。

## 特徴
- ちりとてちんや徂徠豆腐といった古典落語のほか、日本語、英語、ポルトガル語の三ヶ国語を操る「3か国語寿限無」も得意ネタとする[5]。また、前座としては珍しく井戸の茶碗のような大ネタを披露することもある。
- 着物姿で側方倒立回転をしながら高座に上がることがある。
- 大学ではデザインを学んだ[5]。この経験がチラシ作成等に生かされることがある[12]。
- 趣味はキックボクシング[13]。

## 出演

### テレビ
- その他の人に会ってみた（TBS）- 2019年11月13日[6]
- 日本のチカラ（テレビ朝日）- 2021年4月17日[4]
- ザブｰ 1グランプリ（BSフジ） - 2023年2月4日
- こどもディレクター（日本テレビ） - 2023年12月20日、2024年9月18日
- Culture Crossroads「Rakugo Leaps Over Language Barriers」（NHK WORLD)　- 2025年1月12日

## ソフト

### CD
- ざぶとんサンバ／鈴丸音頭～イングリッシュ編～（フリーボードレコード、2024年2月） - ユニット「鈴丸姉妹」（山田たかお・あたりまゆ美・らむ音）による歌。